# James Knox Polk
James Knox Polk (ejtsd: [ˈpoʊk]) (Pineville, 1795. november 2. – Nashville, 1849. június 15.) az Amerikai Egyesült Államok tizenegyedik elnöke (1845-1849), korábban a képviselőház elnöke és Tennessee állam kormányzója. Bár Polk egy észak-karolinai faluban született, Tennessee-ben élte le élete nagy részét és ezt az államot képviselte.
Polkot leginkább külpolitikai sikerei tették népszerűvé. Háborúval fenyegette meg Nagy-Britanniát, de miután az beleegyezett az Alaszka, Kalifornia és a Sziklás-hegység által határolt terület számára kedvezőtlen felosztásába, Polk meghátrált. Kaliforniáért győztes háborút vívott Mexikóval. Csökkentette a vámtarifákat és olyan független kincstári rendszert hozott létre, amely 1913-ig fennállt. Az Egyesült Államok megalapítása óta ő volt az első elnök, aki nem jelöltette magát újra és egy hivatali ciklus után távozott az elnöki posztról. Csak három hónappal élte túl elnökségét - halálát kolera okozta.
Az unió történetének második legnagyobb bővítését élte át Polk kormányzása idején: hozzácsatolták az Oregon területet (a későbbi Washington, Oregon és Idaho államok) és a mexikói-amerikai háborút lezáró Guadalupe Hidalgó-i békével további több mint egymillió négyzetkilométert. A területnövekedések azonban még inkább kiélezték a rabszolgaság körüli vitát, amelynek csak a polgárháború vetett véget.

## Fiatalkora
Polk egy vidéki házban, valószínűleg egy fakunyhóban született azon a helyen, ahol ma az észak-karolinai Pineville település fekszik. Szülei első gyermeke volt, később viszont még kilenc testvére született. Édesapja, Samuel Polk, egy rabszolgatartó ültetvényes, írországi skót felmenőkkel rendelkezett, édesanyja, Jane Polk (született Knox) pedig John Knox skót reformátor egyik testvérének leszármazottja volt.
Gyermekkorában James egészségügyi problémákkal küszködött, ezért otthon tanult. Tizenegy évesen, 1806-ban, családjával Tennessee-be költözött, ahol apja egy farmot irányított. 1812-ben, mielőtt betöltötte a 17-et, egy orvos veseköveket távolított el szervezetéből. A beavatkozás során érzéstelenítőként csak brandyt itattak vele. Lehetséges, hogy emiatt a műtét miatt Polk nemzőképtelen lett, ugyanis soha nem születtek gyermekei. Egészsége viszont javulni kezdett, így 20 éves korában felvették őt másodéves hallgatónak a Chapel Hill-i Észak-karolinai Egyetemre. Az iskolában elnöke volt a szónoklástani társaságnak, melynek köszönhetően érdeklődése egyre inkább a jogra és a politikára terelődött. 1818 májusában végezte el az egyetemet kiváló eredménnyel.
A diploma megszerzése után Nashville-be utazott, hogy Felix Grundy ismert büntetőjogi ügyvéd mellett folytathassa jogi tanulmányait. 1819-ben Grundy javaslatára, akit lenyűgöztek ifjú segédje képességei, Polkot megválasztották a Tennessee-i Szenátus fő ügyintézőjének. 1820-ban engedélyt kapott arra, hogy megkezdje jogi pályafutását. Visszatért Maury megyébe, ahol Aaron V. Brownnal jogi praxist kezdett.

## Politikai pályafutása
Három év után Polk lemondott az ügyintézői állásáról. Egy évvel később, 1823-ban, indult a Tennessee állami törvényhozási választásokon, amelyen megválasztották Maury megye képviselőjének. Még ugyanabban az évben Polk amellett szavazott, hogy Andrew Jackson legyen állama szenátora az Amerikai Egyesült Államok Szenátusában. 1824-ben Jackson volt az egyik elnökjelölt, de veszített. Bár ő szerezte meg a legtöbb szavazatot, egyik jelölt sem (Jackson, John Q. Adams, Henry Clay és William H. Crawford) kapta meg a voksok többségét. Az ügyben a képviselőháznak kellett döntenie. Clay, aki mivel a legkevesebb elektori szavazatot kapta, egyáltalán nem volt esélyes, Adamset támogatta. Végül ez a tényező lett a döntő és így Adams lett a következő amerikai elnök.
1825-ben Polk bekerült az Egyesült Államok törvényhozásába Tennessee hatodik választókerületének képviselőjeként. Első kongresszusi beszédében (1826. március 13.) szorgalmazta az elektori kollégium eltörlését, hogy az elnököt a népi szavazatok alapján válasszák meg (elkerülendő az 1824-es választásokhoz hasonló huzavonát). A többi képviselő azonban nem támogatta ötletét, s az elektori kollégium még ma is fennáll.
1827-ben Polkot újraválasztották a Kongresszusba. Az 1828-as amerikai elnökválasztásokon Jackson ismét indult, a kampány alatt pedig Polk tanácsaival segítette az elnökjelöltet. Jackson győzelme után az új kormányzat elkötelezett híve lett a törvényhozásban. Polk tizennégy éves hivatali ideje alatt (1839-ig) a képviselőház szóvivője is volt, amely minőségben továbbra is Jacksont, majd 1837-től utódját, Martin Van Burent támogatta. Államának politikai ügyei azonban washingtoni tevékenykedése alatt sem kerülték el figyelmét.
1838-ban a Tennessee-i politikai helyzet (ahol még 1835-ben a demokraták először a párt történetében elvesztették a kormányzói posztot) arra késztette Polkot, hogy visszatérjen az államba. Egy évvel később hagyta el a Kongresszust, hogy azután a kormányzósági választásokon legyőzze a Whig Párt jelöltjét. Kétéves hivatali idő után kétszer jelöltette magát újra (1841, 1843), de mind a kétszer sikertelenül. Vereségei ellenére is aktív maradt a Demokrata Pártban, s országos szinten akarta helyreállítani politikai hírnevét.

## Elnökké választása

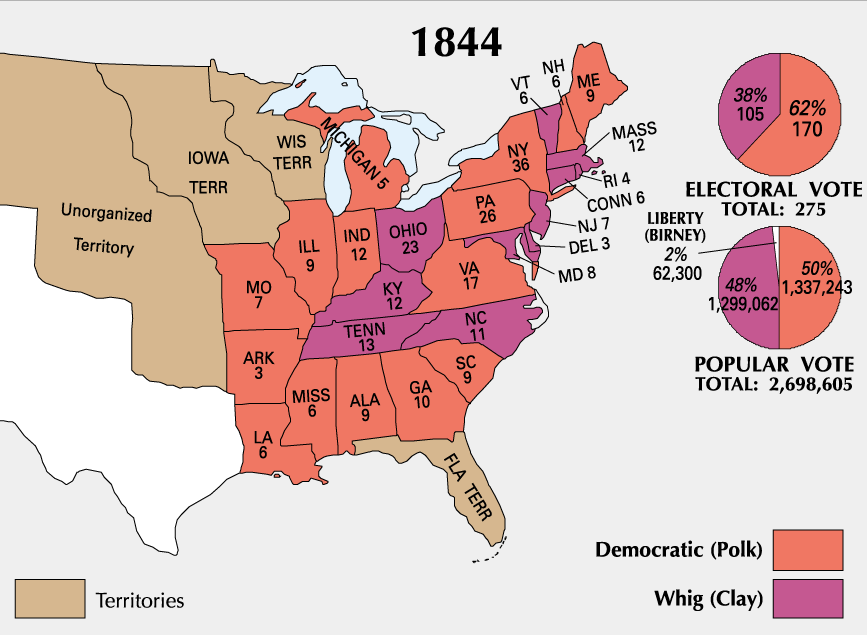
Az 1844-es elnökválasztás eredménye

Polk az 1844-es demokrata nemzeti gyűlésre abban a reményben érkezett, hogy alelnöknek jelölik. A legesélyesebb elnökjelölt Martin Van Buren korábbi elnök volt, de Texas annexiójának ellenzése miatt számos támogatót elvesztett. Andrew Jackson volt elnöknek is megingott benne a bizalma, és ő még mindig igen jelentős befolyással bírt. Az első szavazáson Van Buren kapta a legtöbb voksot, de a szükséges kétharmados többséget nem tudta megszerezni. Hat további szavazás után vált világossá, hogy Van Buren nem győzhet. Ekkor merült fel Polk neve, aki a kilencedik szavazáson, Jackson támogatásával, a Demokrata Párt hivatalos elnökjelöltje lett.
Andrew Jackson mindvégig Polkot tartotta a legmegfelelőbb jelöltnek, ő mégis arra utasította embereit, hogy a gyűlésen Van Burenre szavazzanak. Ezzel biztosította, hogyha a küldöttek nem tudnak megegyezni, Van Buren kezdeti voksolói Polkot választják kompromisszumként.

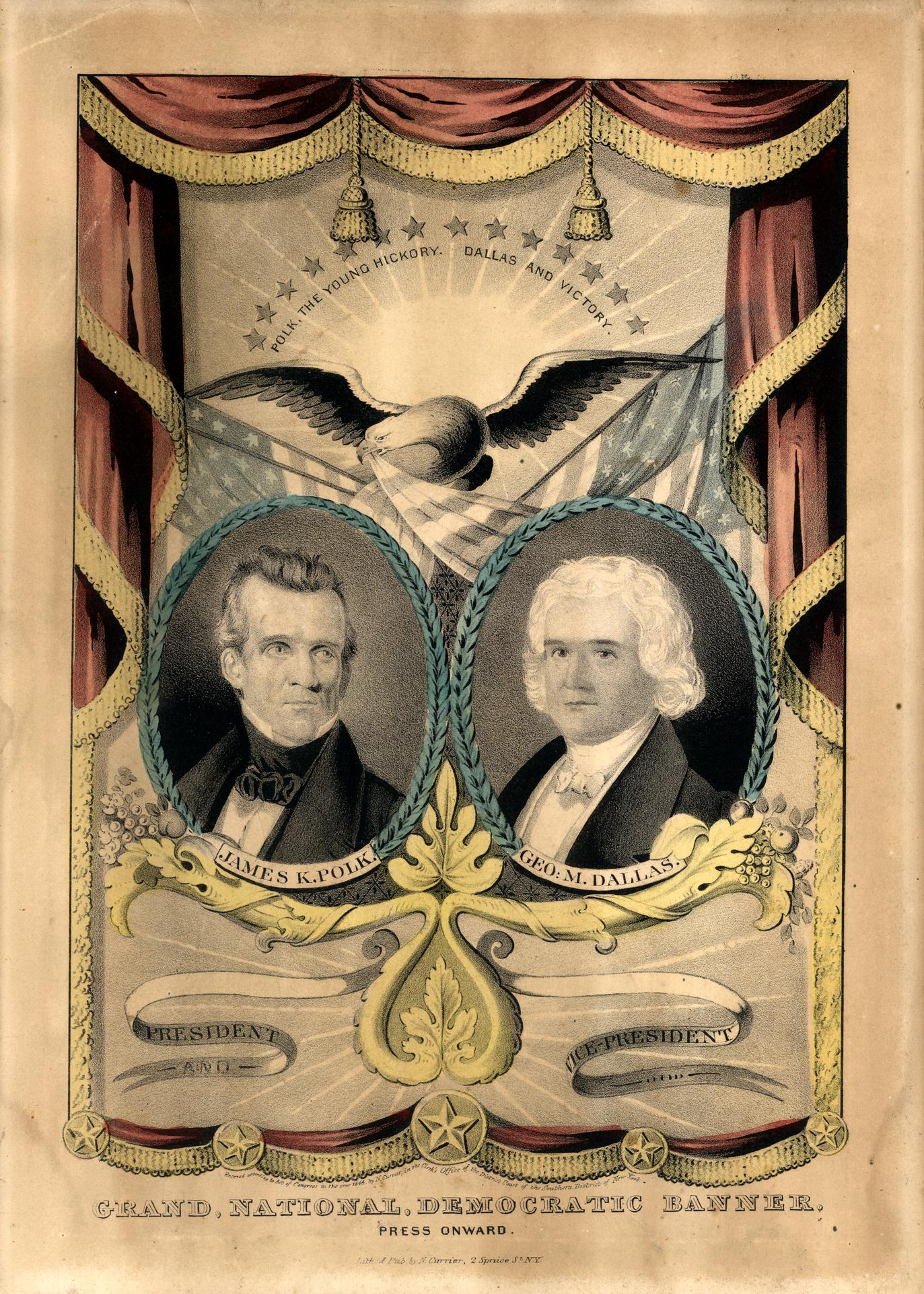
Polk és Dallas kampánylobogója

Polk ellenfele az 1844-es elnökválasztáson a whig Henry Clay volt (John Tyler hivatalban lévő elnököt kizárták a Whig Pártból és nem jelölték újra). A kampány központi témája Texas és az Oregon terület ügye volt. Polk sürgette az Egyesült Államok bővítését nyugat felé, és ez valószínűleg nagyban hozzájátszott győzelméhez, ugyanis Clay nem fejtette ki egyértelműen az álláspontját.
A választásokon Polk és alelnökjelöltje, George M. Dallas, a déli és nyugati államokban nyert, míg Clay északkeleten győzedelmeskedett. Polkot saját otthonában, Tennesseeben is legyőzték, de a kulcsfontosságú New York államban diadalt aratott. Harminckilencezerrel több voksot kapott, mint Clay. Az elektori szavazatok aránya 170:105 volt Polk javára. Polk 15 államban tudott győzni, Clay 11-ben.

## Elnöksége

### Belpolitikája
Amikor 1845. március 4-én a 49 éves Polk hivatalba lépett, az addigi legfiatalabb amerikai elnök volt. Csak egy ciklusra vállalta hivatalát. Négy célt tűzött ki kormánya elé: a független kincstár visszaállítását, a vámcsökkentést, Oregon terület problémájának megoldását valamint Kalifornia és Új-Mexikó megszerzését Mexikótól. Az idő rövidsége ellenére mind a négyet sikerült megvalósítania. Hivatali ideje alatt továbbá részt vett az Amerikai Tengerészeti Egyetem és a Smithsonian Intézet megnyitásán, a Washington-emlékmű alapkőletételénél és az ő elnöksége idején adták el az első postai bélyegeket az Egyesült Államokban.
1846-ban a kongresszus jóváhagyta a Walker-tarifákat (Robert J. Walker pénzügyminiszter után), amelyek jelentősen csökkentették a Whig Párt által négy évvel korábban megemelt vámokat. Még ugyanebben az évben aláírhatta a független kincstárt visszaállító törvényt is. Ez lehetővé tette, hogy a kormány maga kezelje pénzügyeit anélkül, hogy a magánkézben lévő bankok beleszólhattak volna.
Polk nézetei a rabszolgaságról népszerűtlenek voltak a lakosság körében. Az abolicionisták azért támadták, mert szerintük Texas annexiója és a későbbi háborúja Mexikóval csak eszköz volt a rabszolgaság fenntartására. Naplójában azt írta, nem hiszi, hogy a rabszolgaság létezhet a Mexikótól megszerzett területeken, de nem támogatta a betiltását sem. Ehelyett inkább azzal érvelt, hogy hosszabbítsák meg a Missouri-kompromisszum vonalát egészen a Csendes-óceánig, amely a 36° 30' szélességi fok felett megtiltotta a rabszolgaságot.

### Külpolitikája
Polk elkötelezett volt a bővítés mellett. Hőn áhított álma és egyik kampányígérete az volt, hogy megszerzi Texast. Tyler elnök, az elődje, mint embert és mint politikust is megvetette Polkot, ezért hivatalba lépése előtt négy nappal megszavaztatta a Kongresszussal, hogy Texast vegyék fel az unióba, megfosztva ezzel Polkot az áhított lehetőségtől. Texas hivatalosan 1845. december 29-én lett az Egyesült Államok része. Az annexió feldühítette Mexikót, a déli szomszédot, amely háborúval fenyegetőzött.
Az Alaszka, Kalifornia és a Sziklás-hegység által határolt hatalmas rész, az Oregon terület, 1818 óta brit-amerikai közös közigazgatás alatt állt. Az amerikaiak korábban már felajánlották partnerüknek, hogy osszák fel a területet a 49 szélességi fok mentén, de ezt a britek kereskedelmi érdekekből nem fogadták el. A terjeszkedés szélsőségesebb hívei az Ötvennégy-negyven vagy harc! jelszót hangoztatták, az Oregon terület északi határát képező szélességi körre (54° 40') utalva. Polk elnök azonban nem akart erőszakhoz folyamodni. Ismét felajánlotta a briteknek a felosztást a 49 fok mentén, de ismét nemleges válasz érkezett. Polk erre fenyegető gesztusokat tett, végül Nagy-Britannia, amely nem akart háborút vívni, 1846-ban elfogadta az amerikaiak javaslatát. Az oregoni szerződés értelmében területet a 49 szélességi fok mentén kettéosztották. Bár az egyezményt sokan ellenezték, a Szenátus jóváhagyta a döntést. Az Egyesült Államokhoz kapcsolt részekből jött létre később Washington, Oregon, Idaho valamint Montana és Wyoming államok egy része.

#### Háború Mexikóval

A háború után Mexikótól az Egyesült Államokhoz került (piros) és Polk elnöksége után, 1853-ban megvásárolt területek (narancssárga).

Polk Texas és az Oregon terület mellett Kaliforniát is meg akarta szerezni, lehetőleg békés úton. 1845-ben John Slidell diplomatán keresztül vételi ajánlatot tett két mexikói tartományra, de a mexikóiak találkozni sem voltak hajlandóak vele. A sikertelen üzlet után Polk már kereste az ürügyet Mexikó megtámadására. 1846-ban csapatok küldött Zachary Taylor tábornok vezetésével a Nueces folyó és a Rio Grande közé, arra a területre, amelyet az Egyesült Államok és Mexikó is magáénak vallott. Április 25–26-án mexikói csapatok átlépték a Rio Grandét és megöltek tizenegy amerikai katonát. Polk erre bejelentette, hogy „Mexikó amerikai vért ontott amerikai területen”, s a Kongresszus május 13-án hadat üzent.
1846 nyarára az amerikai hadsereg elfoglalta Új-Mexikót, egy másik egység pedig behatolt Kalifornia északi részére. Az Egyesült Államok közben titokban megegyezett Santa Annával, Mexikó korábbi diktátorával, hogy az amerikai hadsereg hazaengedi, ha Santa Anna békét közvetít és meggyőzi a hatalmon lévőket Kalifornia eladására. A száműzött diktátor megszegte ígéretét, elnöknek kiáltotta ki magát és a mexikói seregek élére állt. Törekvései ennek ellenére hiábavalóak voltak, ugyanis Taylor és Winfield Scott tábornokok 1847 szeptemberében benyomultak Mexikóvárosba. Mexikó 1848 elején tette le a fegyvert. A türelmetlen Polk már vissza is hívta Mexikóvárosból követét, Nicholas P. Tristet, mire annak sikerült megkötnie végre a Guadalupe Hidalgó-i békét. Mexikó mérete a felére zsugorodott, az Egyesült Államoké egyharmaddal megnövekedett. Kalifornia, Nevada, Utah, Arizona nagy része, valamint Új-Mexikó, Colorado és Wyoming kisebb része is az unióhoz került. A szerződésben azt is kikötötték, hogy Mexikó elismeri Texast az Egyesült Államok részének és a Rio Grandét határfolyónak. Mexikó cserébe 18 millió dollárt kapott.

## Elnöksége után

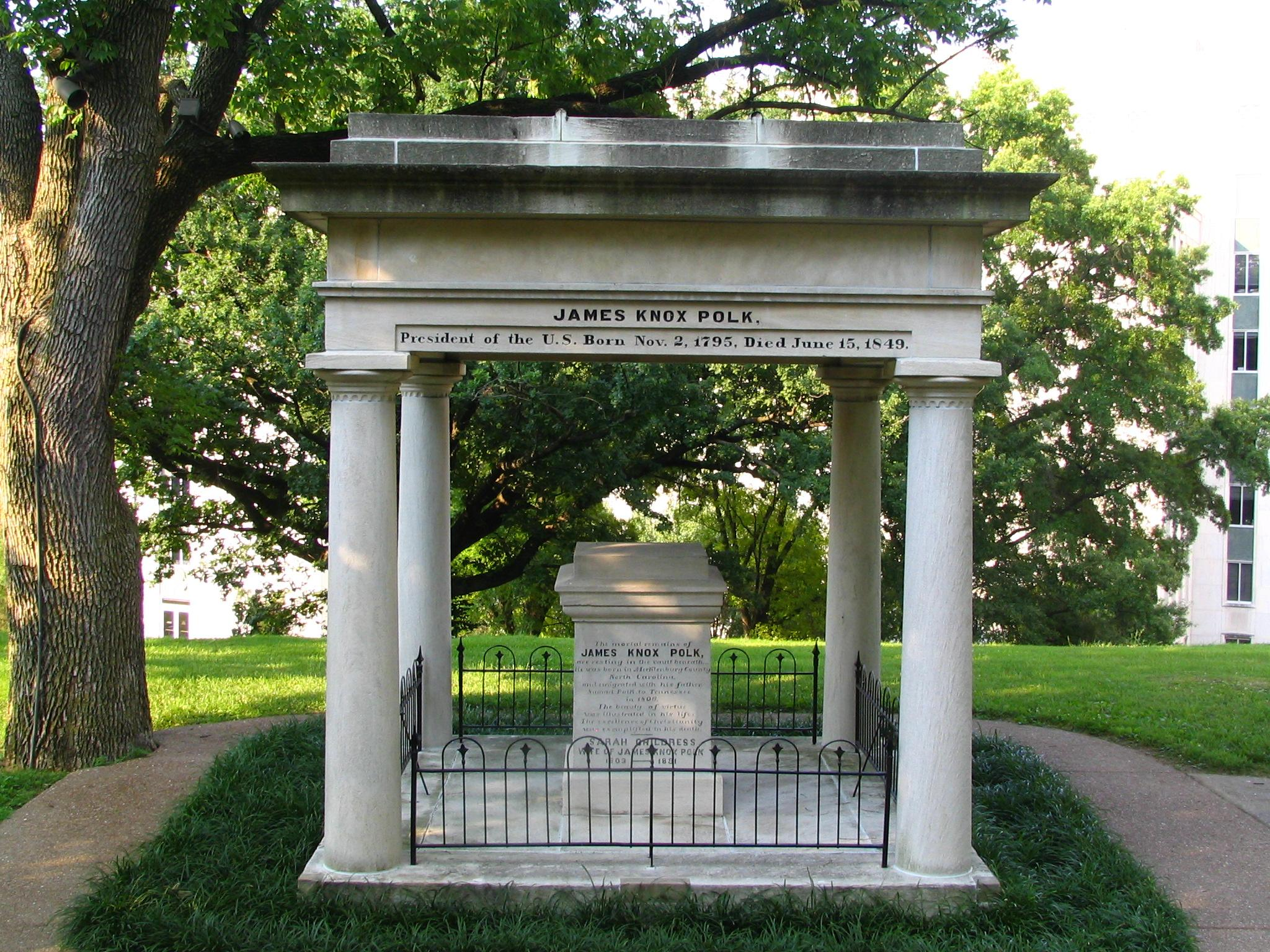
James Knox és felesége, Sarah Childress Polk sírja

Polk elnöksége nyomot hagyott egészségén. Míg hivatalába lelkesedve lépett, tele volt energiával, 1849. március 4-én, négyéves ciklusa után kimerülve hagyta el a Fehér Házat. Szervezete annyira legyengült, hogy New Orleansban elkapta a kolerát. Három hónappal később, 1849. június 15-én hunyt el nashville-i új otthonában.
Az Egyesült Államok elnökei közül Polk halt meg leghamarabb elnöki hivatali ideje lejárta után. 53 éves korával az addigi legfiatalabban elhunyt elnök volt. 1893-ban, miután házát lerombolták, az ő és felesége sírját Tennessee állam kapitóliumának kertjébe helyezték át.

## Elődök és utódok
| Elődje: John Tyler | Az Amerikai Egyesült Államok elnöke 1845-1849 | Utódja: Zachary Taylor |

| Elődje: Newton Cannon | Tennessee állam kormányzója 1839. október 14. – 1841. október 15. | Utódja: James C. Jones |

## Fordítás
- Ez a szócikk részben vagy egészben  a   James K. Polk című angol Wikipédia-szócikk ezen változatának fordításán alapul.  Az eredeti cikk szerkesztőit annak laptörténete sorolja fel. Ez a jelzés csupán a megfogalmazás eredetét és a szerzői jogokat jelzi, nem szolgál a cikkben szereplő információk forrásmegjelöléseként.